# Lokmuseet

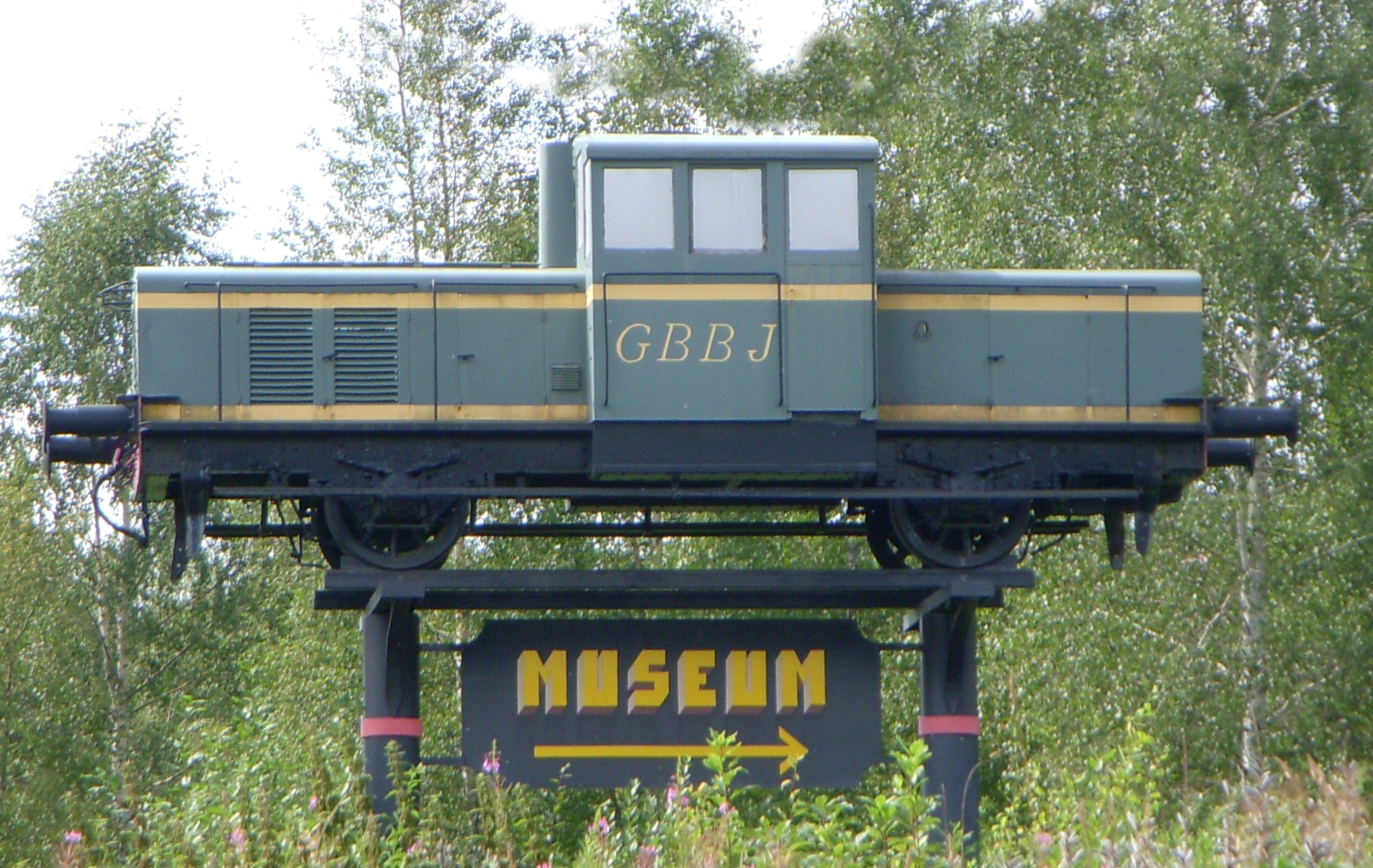
Lokmuseet i Grängesberg

Lokmuseet eller Grängesbergsbanornas Järnvägsmuseum, GBBJ, ligger två kilometer sydväst om Grängesbergs centrum, vid riksväg 50 i riktning mot Örebro. Anläggningen ingår i Ekomuseum Bergslagen.

## Historik

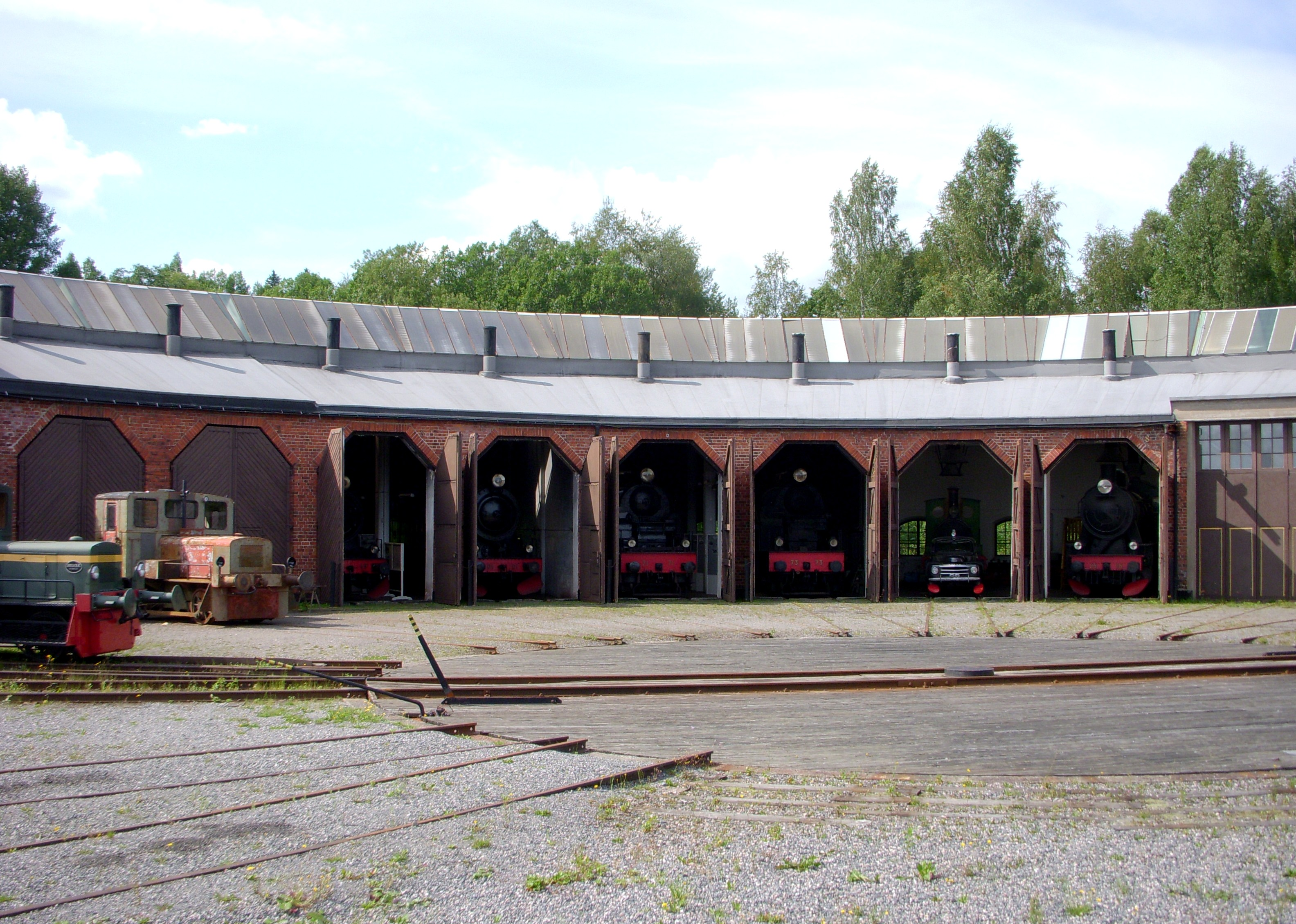
Lokstallet.

GBBJ bildades 1979 för att bevara TGOJ:s lok och vagnar vid lokstallarna vid Grängesbergs malmbangård. Vid lokmuseet finns inte bara ca 160 rälsfordon som byggts från 1850-talet till 1970-talet. Där finns också bland annat lokstallar, ställverksbyggnad, utställningar och den stora bangården med en sammanlagd spårlängd av 14 km. Lokstallet på Grängesberg malmbangård, som inrymmer museet är uppfört år 1928.
Museet förfogar över världens enda fungerande turbinlok M3t nr 71 tillverkat 1930 av Nydqvist & Holm AB och renoverat av Lokmuseet till Statens Järnvägars 125-årsjubileum i juni 1981. Detta lok byggdes i tre exemplar och samtliga  finns bevarade på museet. Loktyp M3t är med en uppmätt dragkraft på 22 ton Sveriges starkaste ånglok. Praktiska prov visade att loken klarade tågvikter på 2 000 ton i 17 promilles stigning. 
I museets samlingar återfinns även ångloket OFWJ nr 8 tillverkat i England år 1876 samt en spårgående Volvo-Droska från 1953, TGOJ inspektionsbil nr 3. Volvon saknar givetvis ratt. På stallspår nr 3 finns Sveriges första tre-cylindriga ånglokstyp med litt M3 nr 49, tillverkat av NOHAB 1917. På stallspår 8 förvaras samlingens yngsta ånglok, det är Gb nr 95, byggt av AB Svenska Järnvägsverkstäderna (ASJ) i Falun 1942.

## Bilder (urval)

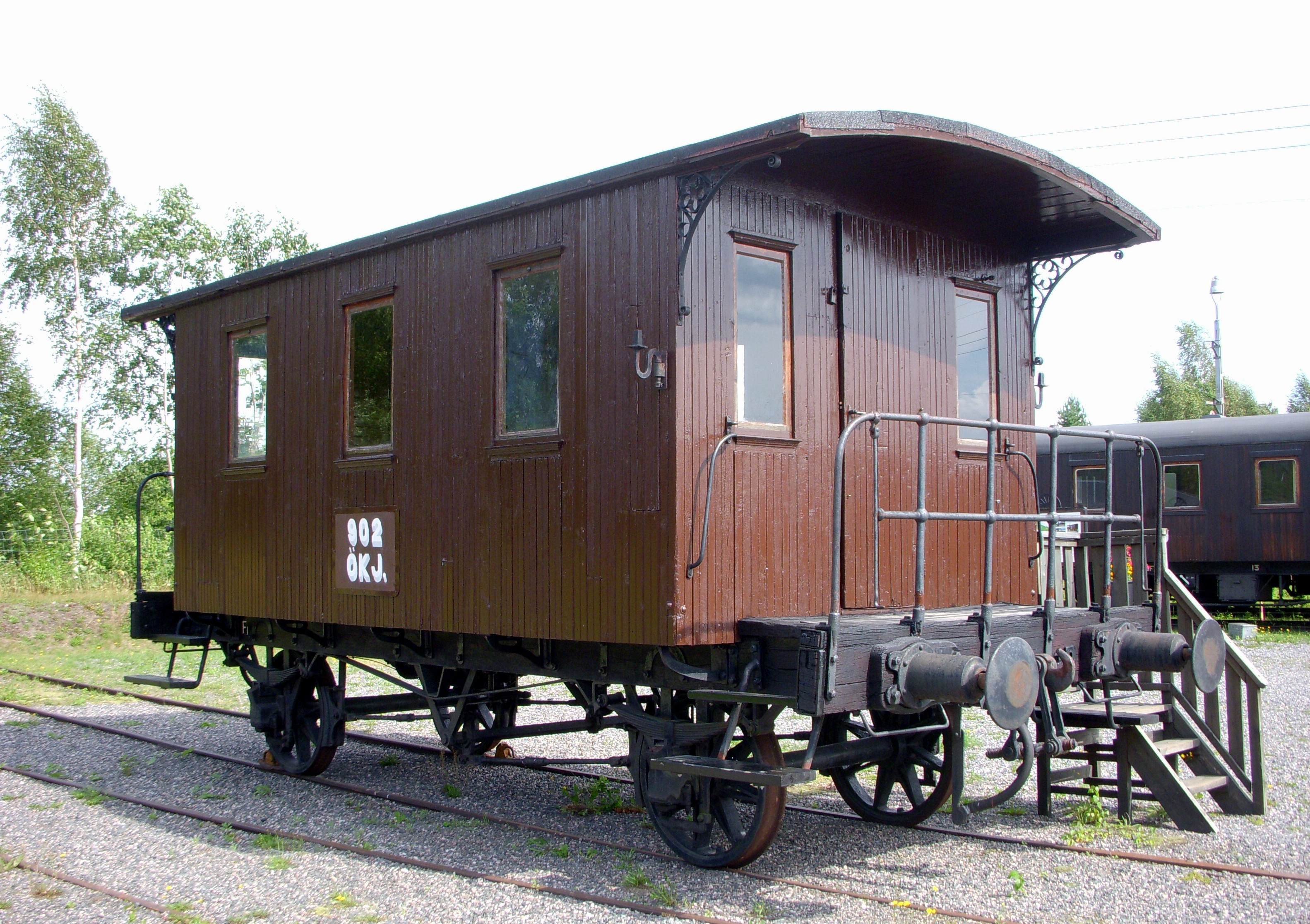
Trävagn ÖKJ litt F1 nr 902 (1856)
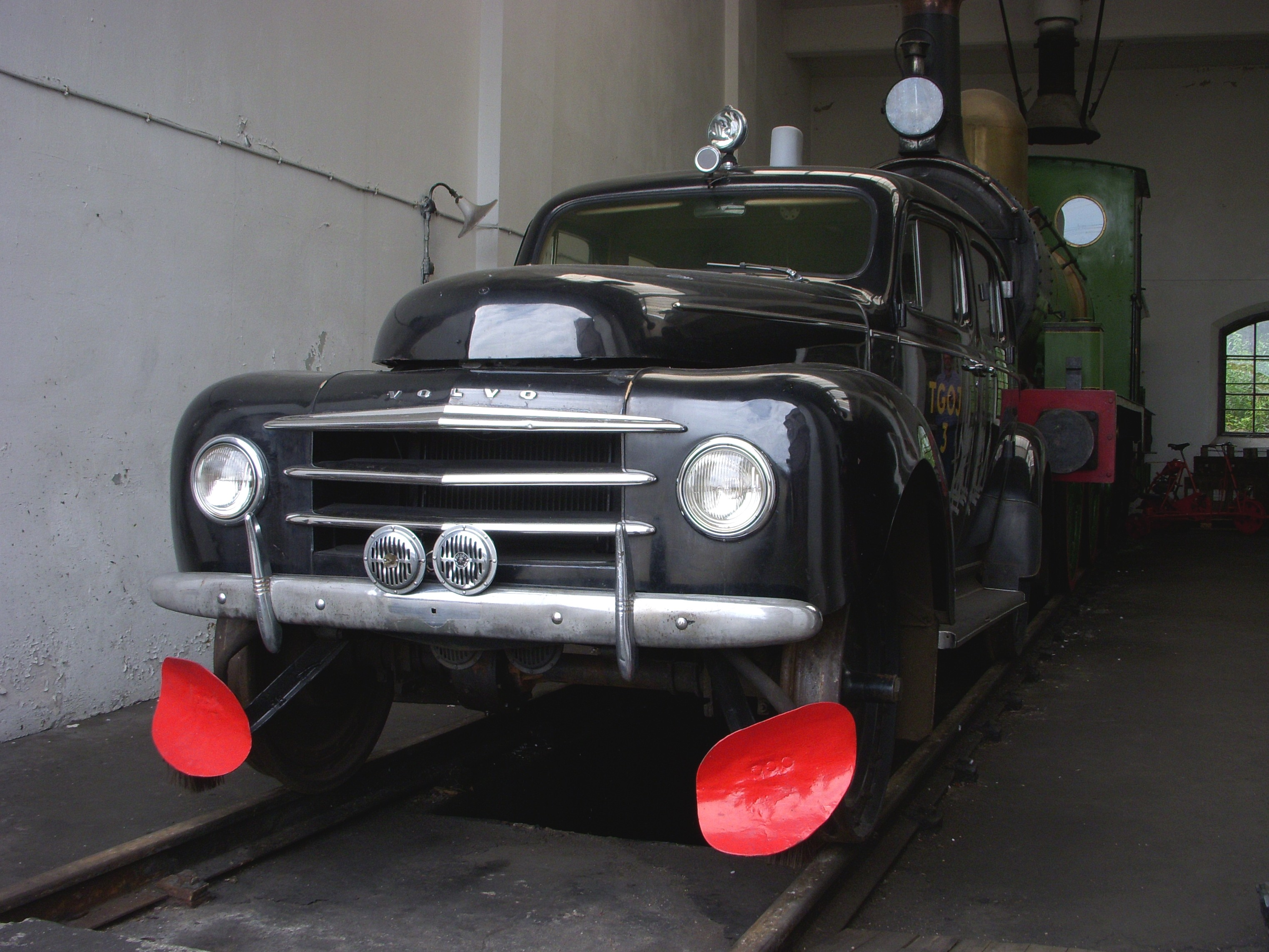
Volvo-droskan (1953)
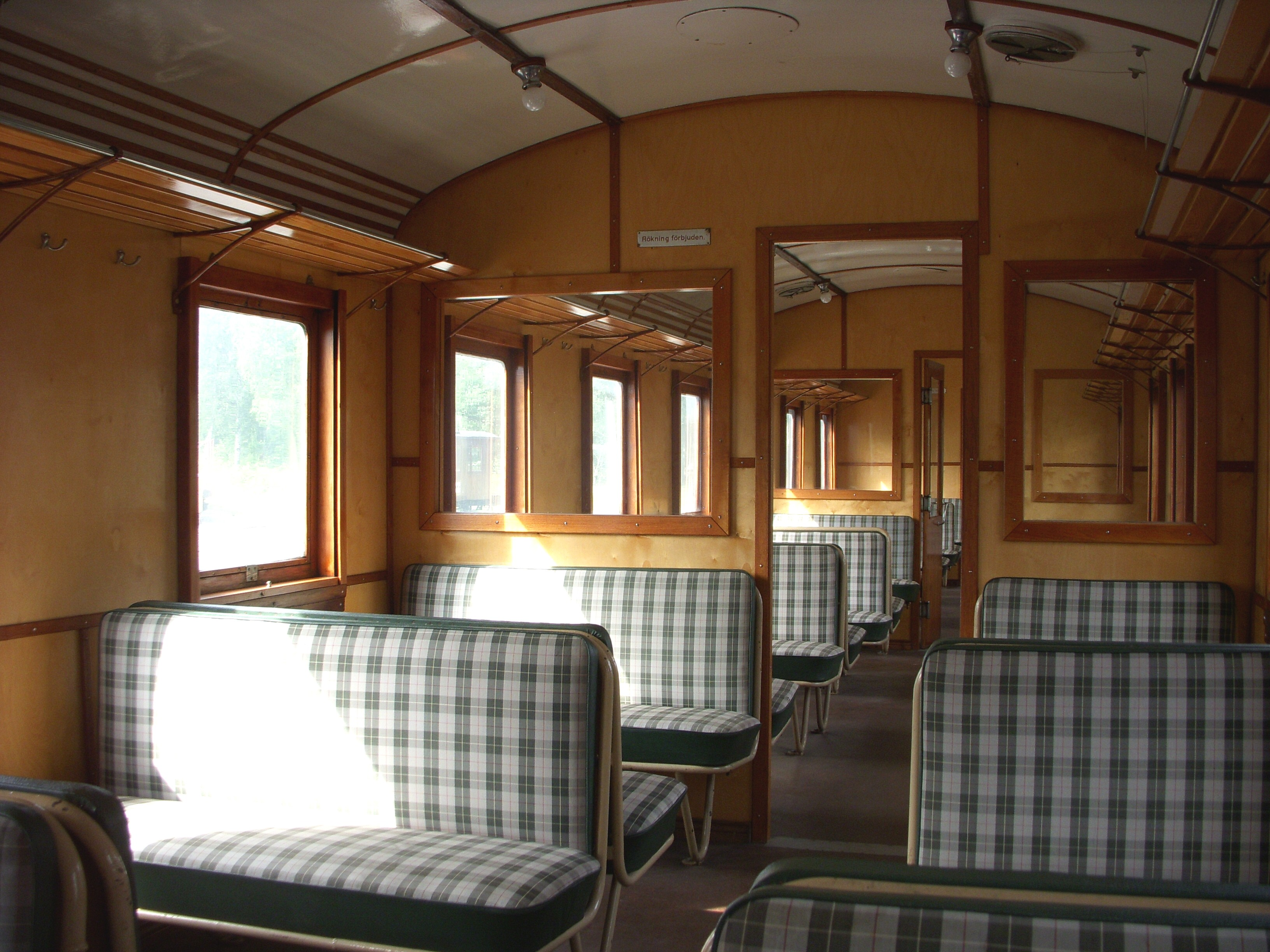
Vagn TGOJ litt Co nr 31 (1901)
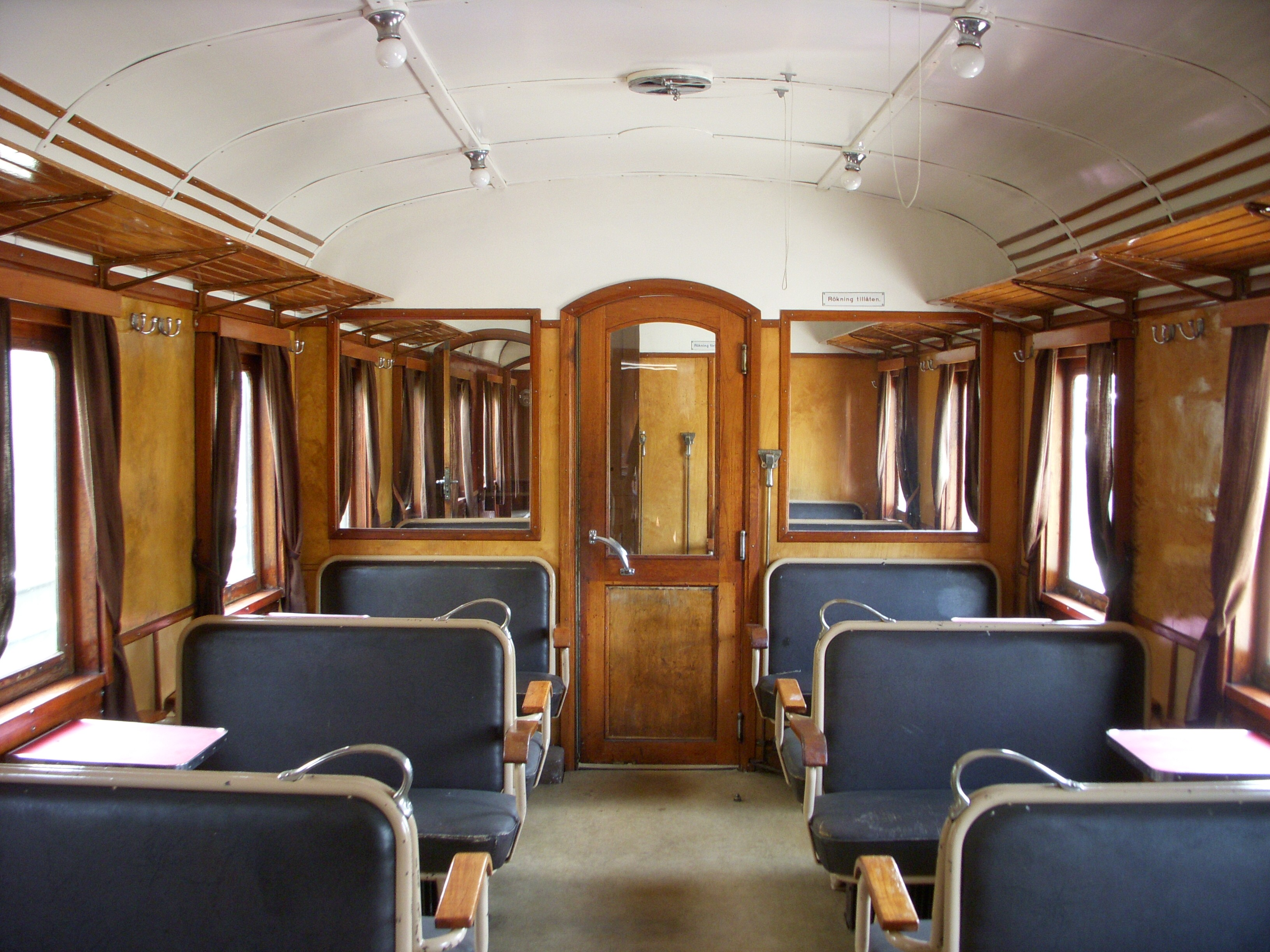
Vagn OFWJ litt BCo2 nr 2
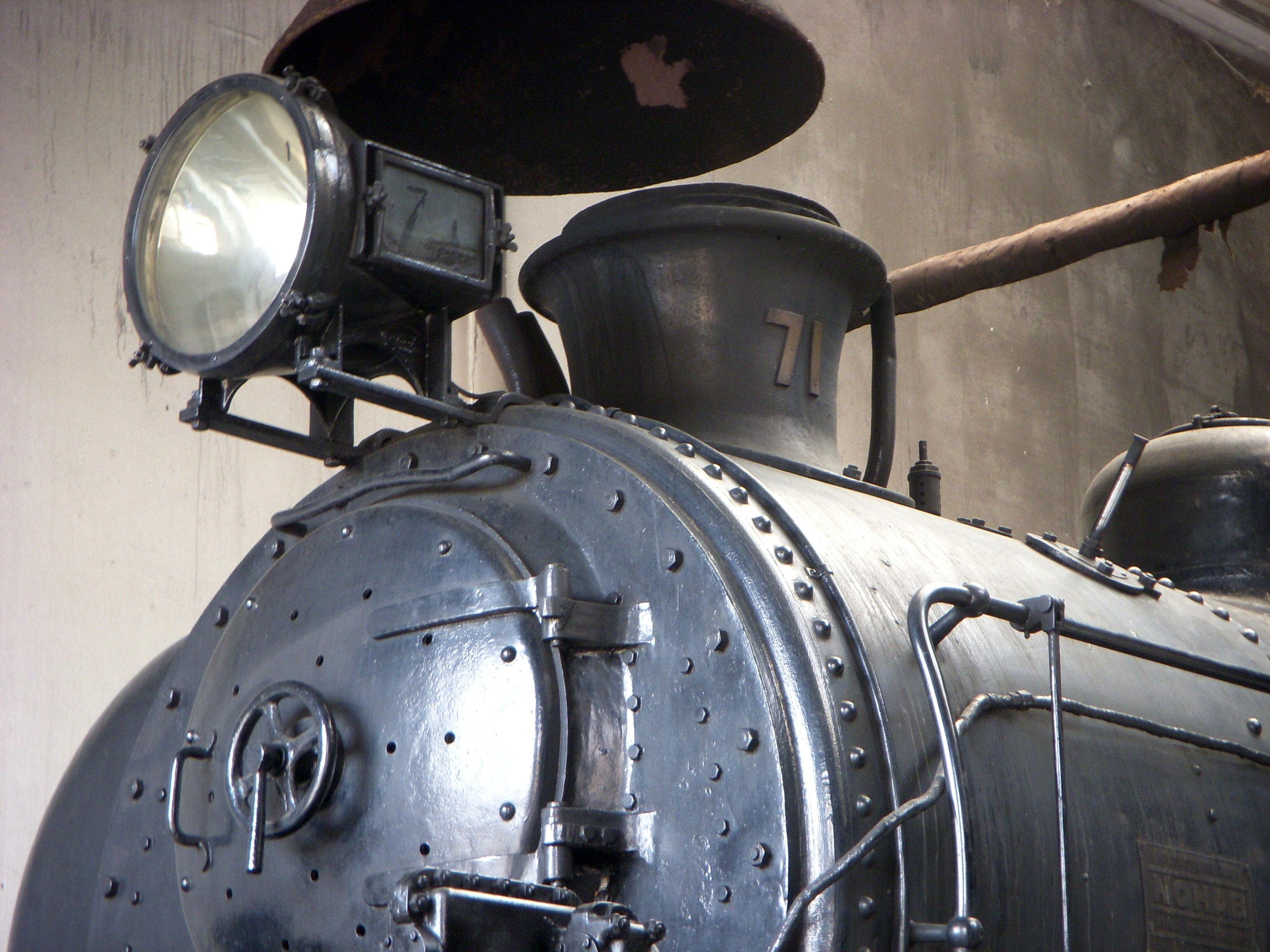
Turbinloket M3t nr 71 (1930)